# Конструктор (програмування)
В об'єктно-орієнтованому програмуванні конструктор класу (від англ. constructor, деколи скорочують ctor) — спеціальний метод класу, який автоматично викликається при створенні об'єкта.

## Призначення
Призначення конструктора — встановити початковий стан об'єкта шляхом ініціалізації атрибутів об'єкта та визначити інваріант класу.
В більшості мов програмування конструктор схожий з іншими методами, але відрізняється тим, що не має явним чином визначеного типу даних, що повертаються, не успадковується і, здебільшого, має різні правила для модифікаторів. Конструктори часто виділяються тим, що мають однакове ім'я з іменем класу, в якому їх оголошено. 
В більшості мов програмування конструктор може бути перевантаженим, що дозволяє використовувати кілька конструкторів в одному класі. Деякі мови розрізняють кілька особливих типів конструкторів[джерело?]:
- Конструктор за умовчанням — конструктор, що не приймає аргументів, або всі аргументи якого мають значення за умовчанням.
- Конструктор копіювання — конструктор, що приймає як аргумент об'єкт того ж класу, або посилання на нього.

## Види конструкторів
```
class
 
Complex
 
{

 
public
:

  
// Типовий конструктор

   
Complex
(
double
 
i_re
 
=
 
0
,
 
double
 
i_im
 
=
 
0
)
 
:
 
re
(
i_re
),
 
im
(
i_im
)
 
{}

  
// Конструктор копіювання

  
Complex
(
const
 
Complex
 
&
obj
)
 
{
 
re
 
=
 
obj
.
re
;
 
im
 
=
 
obj
.
im
;
 
}

  
private
:

    
double
 
re
,
 
im
;

};

```

## Синтаксис

### С++
Ім'я конструктора в С++ повинно збігатися з ім'ям класу. Допускається використовувати кілька конструкторів з однаковим ім'ям, але з різними параметрами.
```
class
 
ClassWithConstructor
 
{

 
public
:

  
/* Ініціалізація внутрішнього об'єкта за допомогою конструктора */

  
ClassWithConstructor
(
float
 
parameter
)
:
 
object
(
parameter
)
 
{}
 
/* виклик конструктора AnotherClass(float); */

 
private
:

  
AnotherClass
 
object
;

};

```

### Python
В мові Python конструктором є метод класу з ім'ям  __init__ . Крім того потрібно не забувати, що першим аргументом будь-якого методу класу повинен бути вказівник на контекст класу self.
```
class
 
ClassWithConstructor
:

    
def
 
__init__
(
self
):

        
"""This method is constructor."""

        
pass

```

### Delphi
В Delphi, на відміну від C++, для оголошення конструктора служить ключове слово constructor. Ім'я конструктора може бути будь-яким, але рекомендується вживати назву Create.
```
  
TClassWithConstructor
 
=
 
class

    
public

    
constructor
 
Create
;

  
end
;

```

### Java
Деякі відмінності між конструкторами та іншими методами Java:
- Конструктори не можуть напряму викликатись з інших методів (необхідно використовувати ключове словоnew)
- Конструктори можуть викликатись з інших конструкторів того ж класу, або з конструкторів класів, що є його прямими нащадками (в першому випадку вживається конструкція this(arg1, arg2...), в другому — super(arg1, arg2...) і цей виклик має бути першою інструкцією в конструкторі, що робить виклик).
- Конструктори не можуть мати тип synchronized, final, abstract, native або static.
- Конструктори завжди виконуються в тому ж потоці.

```
public
 
class
 
Example
 
{

  
// Типовий конструктор

  
public
 
Example
()
 
{
 
this
(
1
);
 
}

  
// Перевантаження конструктора

  
public
 
Example
(
int
 
input
)
 
{
 
data
 
=
 
input
;
 
}

  
private
 
int
 
data
;

}

```

```
// код, який ілюструє створення об'єкта конструктором

Example
 
e
 
=
 
new
 
Example
(
42
);

```

### C#
```
class
 
myClass

{

  
private
 
int
 
mA
;

  
private
 
string
 
mB
;

  
public
 
myClass
(
int
 
a
,
 
string
 
b
)

  
{

    
mA
 
=
 
a
;

    
mB
 
=
 
b
;

  
}

}

```

```
myClass
 
c
 
=
 
new
 
myClass
(
42
,
 
"string"
);

```

### PHP
В PHP (починаючи з версії 5) конструктор — це метод __construct(), який автоматично викликається ключовим словом new після створення об'єкта. Переважно використовується для виконання різних ініціалізацій. 
```
class
 
Person

{

   
private
 
$name
;

   
function
 
__construct
(
$name
)

   
{

       
$this
->
name
 
=
 
$name
;

   
}

 
   
function
 
getName
()

   
{

       
return
 
$this
->
name
;

   
}

}

```

Тим не менше, конструктор в РНР версії 4 - метод класу з ім'ям цього ж класу
```
class
 
Person

{

   
private
 
$name
;

   
function
 
Person
(
$name
)

   
{

       
$this
->
name
 
=
 
$name
;

   
}

 
   
function
 
getName
()

   
{

       
return
 
$this
->
name
;

   
}

}

```